# Reizgas
Reizgase sind Gase, die bei Kontakt den Körper, insbesondere das Atemsystem und Augenbindehaut, zu einer Reaktion veranlassen. Eingeteilt werden sie nach dem Vorkommen, den Symptomen, die sie auslösen und nach den Stoffen, aus denen sie bestehen.
Umgangssprachlich wird unter Reizgas auch das von Polizei und Sicherheitskräften häufig verwendete Tränengas verstanden.

## Vergiftungen
Vergiftungen mit Reizgasen können bei allen Wohnungsbränden entstehen. Typisch sind auch Unfälle mit Chlorgas in Schwimmbädern, das zur Desinfektion des Badewassers verwendet wird. Toxische Gase zerstören die Alveolarmembran.

### Symptome
Symptome einer Reizgasvergiftung beginnen mit einem Hustenreiz, einem Kratzen im Hals und Veränderungen der Schleimhaut. Es kann ein Stimmritzenkrampf, eine Zyanose und Störungen der Atmung bis hin zum Atemstillstand erkennbar sein. Bewusstseinsstörungen und Krämpfe sind weitere Zeichen. Schließlich kann ein toxisches Lungenödem entstehen. Die Symptome können auch erst nach drei bis 72 Stunden auftreten.

## Reizgasvorkommen
Möglichkeiten von Reizstoffvergiftungen:
- Chemische Industrie: Chlor, Phosgen, nitrose Gase, Ammoniak, Schwefelwasserstoff.
- Kunststoffindustrie: Chlorwasserstoffsäure, Isocyanate, Formaldehyd.
- Schaumstoffherstellung: Isocyanate.
- Düngemittelherstellung: Ammoniak, nitrose Gase, Schwefelwasserstoff.
- Schweißen: nitrose Gase, Ozon, Phosgen.
- Feuerwehr: nitrose Gase, Ammoniak, Acrolein, Isocyanate, Chlor, Salzsäuredämpfe, Schwefelwasserstoff.
- Haushalt: Chlorgase, (Toilettenreiniger), Schwefelwasserstoff (Güllegrube), überhitzte Teflonpfannenbeschichtungen, Ammoniak (-Reiniger), Farben, Lacke, Imprägniersprays.
- Im öffentlichen Raum (als Kampfstoff): Tränengas, CS-Gas.
- Im öffentlichen Raum: Stickoxide aus allen Verbrennungsvorgängen mit Luft und Brenntemperaturen ab 1000 °C ohne zweckmäßige Abgasnachbehandlung.

## Sofortmaßnahmen
Die sofortigen Maßnahmen bestehen aus:
- Wirkungsbereich (Gefahrenbereich) verlassen (Windrichtung beachten, Fluchtrichtung nach Möglichkeit gegen den Wind richten)
- ggf. weitere Betroffene informieren, zum Verlassen des Wirkungsbereiches auffordern
- Dritte vor der Gefahr warnen
- Notruf absetzen
- Als Ersthelfer Eigenschutz beachten!

Eine Rettung von hilflosen Patienten aus dem Gefahrenbereich erfolgt durch die Einheiten der Feuerwehr. Auf keinen Fall selbst (ohne entsprechende Schutzausrüstung) einen Rettungsversuch unternehmen!
Je nach Symptomen und Reizgas können verschiedene medizinische Maßnahmen notwendig werden.